# Commissione dell'economia e dei tributi del Consiglio nazionale (Svizzera)
La  Commissione dell'economia e dei tributi del Consiglio nazionale CET-N (in tedesco Kommission für Wirtschaft und Abgaben des Nationalrates WAK-N, in francese Commission de l'économie et des redevances du Conseil national CER-N, in romancio Cumissiun per economia e taxas dal Cussegl naziunal CET-N) è una commissione tematica del Consiglio nazionale della Confederazione elvetica. È composta da 25 membri, di cui un presidente e un vicepresidente. È stata istituita il 25 novembre 1991.

## Funzione
La commissione si occupa dei seguenti temi:
- Ordinamento economico e condizioni quadro economiche
- Politica congiunturale e politica monetaria
- Agricoltura
- Mercato finanziario, banche, assicurazioni
- Industrie e servizi
- Imposte (fiscalità nazionale e internazionale, dazi, inclusa doppia imposizione e scambio automatico dei dati)
- Concorrenza (mercato interno, prezzi, ostacoli tecnici al commercio, sicurezza e qualità della produzione)
- Informazione dei consumatori, credito al consumo
- Appalti pubblici
- Promozione della piazza economica (inclusa promozione economica e del turismo)

## Presidenti
| N° | Presidente | Presidente | Presidente                            | Partito                      | Mandato          | Mandato          | Legislatura |
| N° | Presidente | Presidente | Presidente                            | Partito                      | Inizio           | Fine             | Legislatura |
| -- | ---------- | ---------- | ------------------------------------- | ---------------------------- | ---------------- | ---------------- | ----------- |
| 1  |            |            | Francis Matthey (1942)                | Partito Socialista Svizzero  | 25 novembre 1991 | 28 novembre 1993 | 44 (1991)   |
| 2  |            |            | Eugen David (1945)                    | Partito Popolare Democratico | 29 novembre 1993 | 3 dicembre 1995  | 44 (1991)   |
| 3  |            |            | Hans-Rudolf Nebiker (1929-2008)       | Unione Democratica di Centro | 4 dicembre 1995  | 1º dicembre 1997 | 45 (1995)   |
| 4  |            |            | Georg Stucky (1930-2020)              | Partito Liberale Radicale    | 1º dicembre 1997 | 5 dicembre 1999  | 45 (1995)   |
| 5  |            |            | Rudolf Strahm (1943)                  | Partito Socialista Svizzero  | 6 dicembre 1999  | 25 novembre 2001 | 46 (1999)   |
| 6  |            |            | Jean-Philippe Maitre (1949)           | Partito Popolare Democratico | 26 novembre 2001 | 30 novembre 2003 | 46 (1999)   |
| 7  |            |            | Fulvio Pelli (1951)                   | Partito Liberale Radicale    | 1º dicembre 2003 | 16 marzo 2005    | 47 (2003)   |
| 8  |            |            | Charles Favre (1957)                  | Partito Liberale Radicale    | 17 marzo 2005    | 27 novembre 2005 | 47 (2003)   |
| 9  |            |            | Caspar Baader (1953)                  | Unione Democratica di Centro | 28 novembre 2005 | 2 dicembre 2007  | 47 (2003)   |
| 10 |            |            | Hildegard Fässler-Osterwalder (1951)  | Partito Socialista Svizzero  | 3 dicembre 2007  | 10 dicembre 2009 | 48 (2007)   |
| 11 |            |            | Hansruedi Wandfluh (1952)             | Unione Democratica di Centro | 11 dicembre 2009 | 4 dicembre 2011  | 48 (2007)   |
| 12 |            |            | Christophe Darbellay (1971)           | Partito Popolare Democratico | 15 dicembre 2011 | 24 novembre 2013 | 49 (2011)   |
| 13 |            |            | Ruedi Noser (1961)                    | PLR.I Liberali Radicali      | 25 novembre 2013 | 7 dicembre 2015  | 49 (2011)   |
| 14 |            |            | Susanne Leutenegger Oberholzer (1948) | Partito Socialista Svizzero  | 10 dicembre 2015 | 26 novembre 2017 | 50 (2015)   |
| 15 |            |            | Jean-François Rime (1950)             | Unione Democratica di Centro | 27 novembre 2017 | 1º dicembre 2019 | 50 (2015)   |
| 16 |            |            | Christian Lüscher (1963)              | PLR.I Liberali Radicali      | 2 dicembre 2019  | 29 novembre 2021 | 51 (2019)   |
| 17 |            |            | Leo Müller (1958)                     | Alleanza del Centro          | 30 novembre 2021 | in carica        | 51 (2019)   |

## Composizione nella 51ª legislatura (2019 -in corso)
Elenco dei membri a maggio 2022:
| Partito                    | Partito                               | Deputato                        |
| -------------------------- | ------------------------------------- | ------------------------------- |
|                            | Alleanza del Centro                   | Leo Müller (presidente)         |
|                            | Unione Democratica di Centro          | Esther Friedli (vicepresidente) |
|                            | Alleanza del Centro                   | Martin Landolt                  |
| Fabio Regazzi              | Alleanza del Centro                   |                                 |
| Markus Ritter              | Alleanza del Centro                   |                                 |
|                            | PLR.I Liberali Radicali               | Olivier Feller                  |
| Petra Gössi                | PLR.I Liberali Radicali               |                                 |
| Daniela Schneeberger       | PLR.I Liberali Radicali               |                                 |
| Beat Walti                 | PLR.I Liberali Radicali               |                                 |
|                            | Partito Socialista Svizzero           | Jacqueline Badran               |
| Samuel Bendahan            | Partito Socialista Svizzero           |                                 |
| Prisca Birrer-Heimo        | Partito Socialista Svizzero           |                                 |
| Cédric Wermuth             | Partito Socialista Svizzero           |                                 |
|                            | Partito Verde Liberale della Svizzera | Kathrin Bertschy                |
| Jürg Grossen               | Partito Verde Liberale della Svizzera |                                 |
|                            | Unione Democratica di Centro          | Thomas Aeschi                   |
| Céline Amaudruz            | Unione Democratica di Centro          |                                 |
| Thomas Burgherr            | Unione Democratica di Centro          |                                 |
| Marcel Dettling            | Unione Democratica di Centro          |                                 |
| Magdalena Martullo-Blocher | Unione Democratica di Centro          |                                 |
| Thomas Matter              | Unione Democratica di Centro          |                                 |
|                            | Verdi Svizzeri                        | Kilian Baumann                  |
| Balthasar Glättli          | Verdi Svizzeri                        |                                 |
| Sophie Michaud Gigon       | Verdi Svizzeri                        |                                 |
| Franziska Ryser            | Verdi Svizzeri                        |                                 |